# Jack Trickey
Jack Trickey (24 de janeiro de 1935 - 1 de abril de 2022) foi um ciclista australiano que competiu nos Jogos Olímpicos de Verão de 1956, representando a Austrália na estrada individual e por equipes.